# Ultraviolet: Code 044
Ultraviolet: Code 044 (ウルトラヴァイオレット:コード044?, Urutoravaioretto: Kōdo Zero Fōtī Fō) è una serie televisiva anime vagamente ispirata al film del 2006, Ultraviolet scritto e diretto da Kurt Wimmer.
L'anime è stato prodotto dallo studio Madhouse ed è stato diretto da Osamu Dezaki.

## Trama
Nel 2140, 044 è la più forte soldatessa vivente, eccellente nel combattimento ed in grado di manipolare la genetica attraverso l'utilizzo del virus Hemophage. Tuttavia, in cambio delle sue incredibili abilità, i suoi giorni sono stati numerati. La sua nuova missione, affidatele dal governo è di distruggere un gruppo criminale assetato di sangue, i Phage, ed il loro capo, King. Durante la battaglia, 044 incontrerà un soldato Phage, Luka, e si scoprirà incapace di ucciderlo. Si domanderà il perché, ma come risultato, Daxus II, capo del governo, la considererà una traditrice. Quindi 044 diventerà il bersaglio sia dei Phage che del governo, e sarà costretta alla fuga insieme all'amato Luka.

## Personaggi e doppiatori
044 (044?, Zero Fō Tī Fō)
Doppiata da: Romi Paku
724 (724?, Seven Tū Fō)
Doppiato da: Keiji Fujiwara
Daxus II (ダクサス二世?, Dakusasu Nisei)
Doppiato da: Rikiya Koyama
Garcia (ガルシア?, Garushia)
Doppiato da: Ken'yū Horiuchi
King (キング?, Kingu)
Doppiato da: Michio Hazama
Luka Bloom (ルカ·ブルーム?, Ruka Burūmu)
Doppiato da: Tomokazu Seki
Matilda (マチルダ?, Machiruda)
Doppiata da: Kaori Yamagata
Police Inspector Burke (バーク警部?, Bāku Keibu)
Doppiato da: Yoshito Yasuhara
Sakuza (サクザ?)
Doppiato da: Akio Ōtsuka

## Episodi
| Nº | Titolo italiano (traduzione letterale) Giapponese 「Kanji」 - Rōmaji | In onda           | In onda |
| Nº | Titolo italiano (traduzione letterale) Giapponese 「Kanji」 - Rōmaji | Giapponese        |         |
| 1  | Partenza... 「旅立ち...」 - Tabidachi...                             | 1º luglio 2008    |         |
| 2  | ...Primo amore 「…初恋」 - ...Hatsukoi                               | 8 luglio 2008     |         |
| 3  | Ordine di raccolta 「回収指令」 - Kaishū shirei                      | 15 luglio 2008    |         |
| 4  | Catena 「鎖」 - Kusari                                               | 22 luglio 2008    |         |
| 5  | Fuga 「脱出」 - Dasshutsu                                            | 29 luglio 2008    |         |
| 6  | La bara della disperazione 「絶望の棺」 - Zetsubō no hitsugi         | 5 agosto 2008     |         |
| 7  | Clone & Clone 「クローン&クローン」 - Kurōn to Kurōn                 | 12 agosto 2008    |         |
| 8  | Ispezione 「臨検」 - Rinken                                          | 19 agosto 2008    |         |
| 9  | Star Dust 「星屑」 - Sutā Dasuto                                     | 26 agosto 2008    |         |
| 10 | ...Riunione 「…再会」 - ...Saikai                                    | 2 settembre 2008  |         |
| 11 | Nella mia città natale... 「地球へ…」 - Furusato e...                | 9 settembre 2008  |         |
| 12 | ...Veloce 「…閃光」 - ...Senkō                                       | 16 settembre 2008 |         |

## Colonna sonora
Sigla di apertura
- Guilty Pleasure cantata da BECCA

Sigla di chiusura
- Falling Down cantata da BECCA